# Thurman (New York)
Thurman è un comune degli Stati Uniti d'America, situato nello stato di New York, nella contea di Warren.